# Guadalupe Jiménez Codinach
Estela Guadalupe Jiménez Codinach (Tijuana, Baja California, s. XX) es una historiadora, escritora y curadora de arte mexicana.

## Trayectoria
Se licenció en historia por la universidad Iberoamericana donde ha desempeñado cargos como docente e investigadora. Es doctora en historia por la universidad de Londres.Trabajó en la biblioteca del congreso de los estados unidos sobre archivos españoles en la ciudad de Washington entre 1987 y 1991.
Es especialista de la guerra de independencia, periodos independiente y liberal de México.
Ha dedicado investigaciones a Francisco Xavier Mina, revolucionario español insurgente contra Napoleón, personaje importante de la llamada "resistencia" para lograr la independencia del virreinato de Nueva España (México).
Ha realizado importantes trabajos como curadora de exposiciones históricas para el fomento cultural Banamex, y forma parte del Museo nacional de antropología.
Ha participado en numerosas conferencias replanteando el revisionismo histórico, combate la desinformación en torno a la historia de los 300 años de presencia hispánica en México.
Ha sido conferenciante y coordinadora de muchas ponencias entre ellas destaca: México 1521-1821, se forja una nación. con el objetivo de analizar y divulgar el conocimiento.

## Obras
- México en 1821: Dominique de Pradt y el plan de Iguala (1982).[7]
- La gran Bretaña y la independencia de México, 1808-1821 (1991).[8]
- México, su tiempo de nacer 1750-1821 (1997).[9]
- México: los proyectos de una nación, 1821-1888. (2001).[10]
- La guía del himno nacional Mexicano (2005).[11]

### Como coautora
- Investigaciones sobre minería prehispánica en testimonios históricos (1973).[12]
- México y su historia (1984).[13]
- Manuscrito Somex: pliegos de la diplomacia insurgente (1987).[14]
- Diario de un viaje entre la China y la costa noroeste de América efectuado en 1804 (1990).[15]
- La guerra de independencia: Hidalgo - Iturbide (1992).[16]
- México Ilustrado: mapas, planos, grabados e ilustraciones de los siglos XVI al XIX: Palacio de Iturbide abril-julio (1994).[17]
- La comunidad inglesa en la Ciudad de México (1999).[18]
- Documentos de Miguel Hidalgo: del colegio de San Francisco Xavier a la biblioteca Xavier Clavigero (2003).[19]
- Construyendo patrias: Iberoamérica, 1810-1824: una reflexión (2010).[20]
- América, tierra de jinetes: del charro al gaucho siglos XIX-XXI (2018).[21]
- La disputa del pasado. España, México y la leyenda negra (2021).[22][23]